# Scrubs: Doktůrci
Scrubs: Doktůrci (v anglickém originále Scrubs) je americký dramaticko-komediální televizní seriál, který byl vytvořen pro stanici NBC v roce 2001 Billem Lawrencem a produkován ABC Studios.
Seriál se soustředí na bizarní zkušenosti novopečeného lékařského praktikanta Johna "JD" Doriana, kterého hraje Zach Braff. Při jeho práci ve (fiktivní) nemocnici Sacred Heart, jsme svědky jeho neustálého fantazírování, a tak vidíme jeho představy, vzpomínky či sny absurdního rázu.

## Obsah
JD bydlí se svým nejlepším kamarádem - Chrisem Turkem, který je chirurgickým praktikantem. Nové prostředí nemocnice jim do cesty přivede spousty nových tváří. Ať už je to jejich nová kamarádka z vlastních řad - praktikantka Elliot, ostřílená a pohledná sestra Carla nebo naopak přísný a zákeřný primář Bob Kelso. Nosným prvkem je však humor, a ten kromě ústřední čtveřice kamarádů obstarává hlavně Dr. Cox - JDho mentor. Často vede dlouhé monology a oslovuje JDho dívčími jmény.
Primář Kelso a další nadřízení však nejsou jedinými katalyzátory vtipných situací. Jednorázové a úderné komické vsuvky také často zajišťují vedlejší postavy jako třeba Todd - chirurgický praktikant a Turkův kamarád, který z čehokoli, co kdo vyřkne, udělá sexuální narážku a trpí úchylkou pro pánské plavky nebo zlomyslný Údržbář, který už od prvního dne JDho provokuje a dělá mu naschvály.

## Obsazení
| Zach Braff        | Dr. John „J.D.“ Dorian                 |
| Donald Faison     | Dr. Christopher „Chris“ Turk           |
| Sarah Chalke      | Dr. Elliot Reidová                     |
| Judy Reyesová     | sestra Carla Espinosa (1.–8. řada)     |
| John C. McGinley  | Dr. Perry Cox                          |
| Ken Jenkins       | Dr. Bob Kelso                          |
| Neil Flynn        | Údržbář (1.–8. řada)                   |
| Robert Maschio    | Dr. Todd Quinlan                       |
| Aloma Wrightová   | sestra Laverne Robertsová (1.–8. řada) |
| Sam Lloyd         | Ted Buckland                           |
| Christa Millerová | Jordan Sullivanová                     |